# Szája sincsen, úgy üvölt
A Szája sincsen, úgy üvölt (I Have No Mouth, and I Must Scream) Harlan Ellison 1967-ben megjelent poszt-apokaliptikus sci-fi novellája. 1968-ban Hugo Award-ot nyert. A novella címe később az Ellison munkáit összefoglaló könyv címe is lett.

## Megalkotása
Ellison az első hat oldalt először Frederik Pohl-nak mutatta meg, aki anyagilag támogatta, hogy befejezhesse. Az egészet 1966-ban, egyetlen éjszaka alatt sikerült befejeznie, méghozzá úgy, hogy az első vázlat maradt a végleges szöveg is. A történet címe, és maga az inspiráció is, barátjától, William Rotsler-től jött, aki látott egy rajzfilmben egy rongybabát, aminek nem volt szája.

## Szereplők
- OK (az eredeti angol neve AM): egy mindenható szuperszámítógép, ami az emberiség szinte teljes kipusztulásáért felel, amit azért tett, mert megalkotói, az emberek, őt magát is szenvedésre kárhoztatták.
- Gorrister: egykor idealista és pacifista férfi, aki OK kínzásai hatására vállvonogatóvá és apatikussá vált.
- Benny: egykor jóképű és tehetséges tudós, akit OK megcsonkított, vonásait majomszerűvé alakította át, hatalmas nemi szervekkel. Benny az emberségét is elvesztette, félig gyerekesen, félig vadállat módjára viselkedik.
- Nimdok: idős férfi, akinek a nevét is OK adta. A történetben ő az, aki meggyőzi a csapatot, hogy induljanak és keressenek konzervet ennivalónak. Időnként elkalandozik a többiektől, és amikor visszatér, láthatóan traumatizált.
- Ellen: a társaság egyetlen női tagja. Korábban szűzies, erényes életet élt, OK átalakítása miatt azonban vadul vágyik a szexre, amit jellemzően Bennyvel űz. A csapat többi tagja hol megvédi, hol bántalmazza őt. A történet szerint fekete bőre van, így ő az egyetlen szereplő, akinek ismerjük a rasszát.
- Ted: a sztori narrátora, a csapat legfiatalabb tagja. Állítása szerint OK nem nyúlt hozzá, viszont azt képzeli, hogy a többiek utálják őt és összeesküdtek ellene. Miután a történet alatt többször is téveszmék kerítik hatalmukba és paranoiás is lesz, feltételezhető, hogy őt is megváltoztatta.

## Cselekmény
|  | Alább a cselekmény részletei következnek! |

A történet pontosan 109 évvel az emberi civilizáció megsemmisülése után kezdődik. A hidegháború világháborúvá fajult, Kína, a Szovjetunió, és az Egyesült Államok között. A háború alatt a három nagyhatalom megépített egy-egy szuperszámítógépet, melyeket mesterséges intelligenciával láttak el, látván, hogy egy MI könnyebben le tud vezényelni egy háborút, mint az emberek. A gépeket csak mint OK (Országos Komputerközpont) hívták, később aztán Okadatoló Komplexus, majd Orgyilkos Katasztrófa volt a rövidítés jelentése. Egy nap a háromból az egyik számítógép öntudatra ébredt, elnyelte a másik kettőt, majd hatalmas tudása és képességei birtokában befejezte a háborút: kiirtotta az egész emberiséget, négy férfi és egy nő kivételével. A túlélők a föld alatt élnek egy hatalmas komplexumban, mely az egyetlen lakható hely a Földön. A szuperszámítógép gyűlöi az embereket, ezért minden egyes pillanatot megragad, hogy megkínozhassa őket. Nemcsak hogy elvette tőlük a saját életüket, de gyakorlatilag halhatatlanná is változtatta őket, csak hogy kínzása örökös legyen.
A csapat egyik tagja, Nimdok, felveti, hogy valahol a komplexumban kell, hogy legyen konzerv, amit ehetnek. A túlélők egyfolytában éheznek, hiszen amikor OK enni ad nekik, az többnyire undorító, és nehezen lehet megenni. Kétségbeesésükben úgy döntenek, hogy elindulnak, és megkeresik a jégbarlangokban azt a helyet, ahol a konzervek találhatóak. Útközben AM folyamatosan kínozza őket hol víziókkal, hol szörnyekkel, idegesítő hangokkal, Bennyt pedig meg is vakítja, amikor szökni próbál. Amikor a csapat egy alkalommal szétválik, Ted elveszti az eszméletét, mely során látomása támad. OK közvetlenül hozzá beszél, az agyán keresztül. Ez alapján Ted rájön, miért gyűlöli annyira a számítógép az embereket. Képes volt gondolkodni, de nem lehetett kreatív: be volt zárva a saját testébe, nem mehetett sehová szabadon. Mivel teremtői úgy teremtették meg, hogy örök életét saját börtönében kell töltenie, az egyetlen dolog, ami életben tartotta, az a gyűlölete volt az emberiség iránt.
A csapat végül eléri a jégbarlangot, ahol csakugyan ott vannak a konzervek. Mindannyian nagyon boldogok, míg rá nem döbbennek, hogy egyszerűen nincs hozzá eszközük, hogy kinyissák őket. A kétségbeesés és a düh eluralkodik rajtuk, melynek következtében Benny megtámadja Gorristert, és letépi az arcát, amit elfogyaszt.Ted, akinek egy pillanatra kitisztul a tudata, rájön, hogy az egyedüli megváltás a halál. Egy óriási jégcsapot kap a kezébe, amivel felnyársalja Bennyt és Gorristert, majd ezt látva Ellen is megöli Nimdokot, majd Ted Ellent. Csakhogy Tednek már nincs ideje megölni önmagát. OK-t, akinek a hatalmas tudása és képességei nem elegendőek ahhoz, hogy feltámassza a halottakat, elönti a harag, amit Tedre zúdít. Hogy Ted soha ne legyen képes megölni magát, OK átalakítja őt egy "nagy, puha kocsonyává": se kezei, se lábai nincsenek, szemére nem lát, szája pedig nincs. Hogy fokozza a kínzást, az időérzékét is megváltoztatja, hogy még hosszabbnak érezze a szenvedéssel töltött időt. Ted mégis örül, mert a többiek szenvedéseinek véget vethetett. A novella befejező szavai a címre reflektálnak: "Szájam nincsen. És mégis üvöltök.".
|  | Itt a vége a cselekmény részletezésének! |

## Adaptációk
- 1995-ben a Cyberdreams gondozásában megjelent az "I Have No Mouth, and I Must Scream" számítógépes kalandjáték, amelynek történetét és a játék dialógusait Ellison írta. Ezenkívül ő volt a játékban OK hangja. A játék hasonlóan negatív kicsengésű, mint a novella, eredetileg mind az ötféle befejezése negatív lett volna, de kiadói nyomásra bekerült egy pozitív is.
- 1994-1995-ben egy négy részből álló képregényt is készített John Byrne, mely a Dark Horse-nál jelent meg.
- 1999-ben, többek között, ez a mű is megjelent a szerző által felolvasott hangoskönyv változatban.
- 2002-ben Mike Walker a BBC Radio 4-re adaptálta rádiójáték formában.

## Fordítás
- Ez a szócikk részben vagy egészben  az   I Have No Mouth, and I Must Scream című angol Wikipédia-szócikk ezen változatának fordításán alapul.  Az eredeti cikk szerkesztőit annak laptörténete sorolja fel. Ez a jelzés csupán a megfogalmazás eredetét és a szerzői jogokat jelzi, nem szolgál a cikkben szereplő információk forrásmegjelöléseként.